# Velours de Gênes

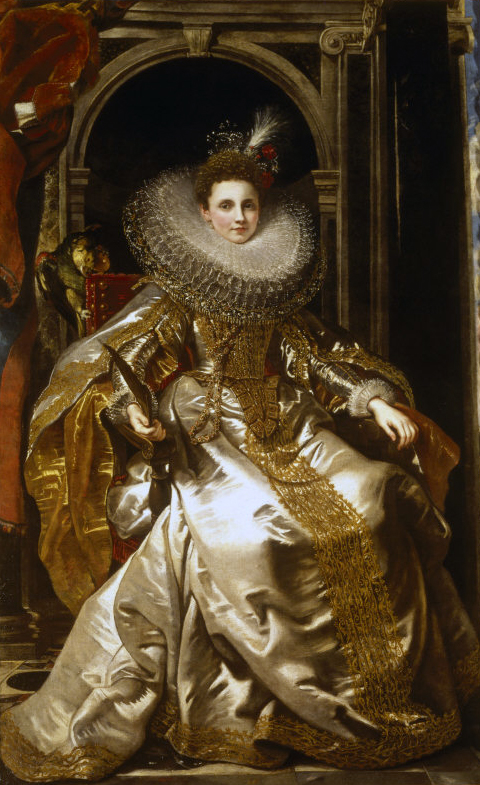
Maria Serra Pallavicino dans une robe en velluto di Genova représentée sur une toile de Rubens au début du XVII.

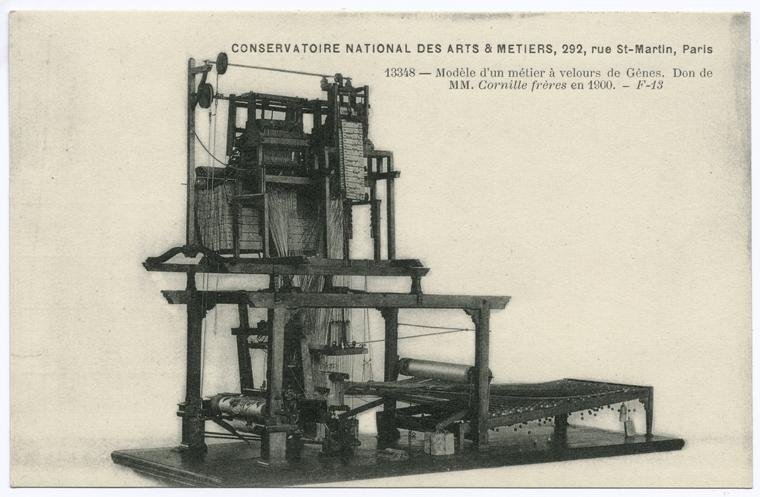
Modèle des années 1900 d'un métier à velours de Gênes.

Le velours de Gênes (en italien : velluto di Genova) désigne un ancien velours de chaîne, façonné bouclé et coupé avec parfois des motifs de broché dans le fond, originaire de Gênes.
À l'époque, le terme velluto di Genova devait être un terme générique pour désigner aussi bien les étoffes de satin que les étoffes de velours uni ou à motifs. Les dessins et motifs créés représentent souvent des fleurs, des fruits ou de feuillages, des arabesques ou motifs géométriques divers.
Aujourd'hui, il est employé uniquement en ameublement.

## Histoire
Dans la province génoise, l'art du tissage et de la teinture remonte au début de la république de Gênes, et se développe au XIVe siècle, époque où les Génois, depuis l'île de Chios,  contrôlaient le commerce du blé, du coton, et de l'alun, un minéral indispensable pour fixer la couleur sur les tissus. Cependant, jusqu'au XVIe siècle, Gênes se fournit en soie grège en Calabre, qui à cette époque était le premier producteur européen de soie.
Proche de Gênes, depuis le Moyen Âge, la commune de Zoagli  est connue, aussi, pour ses fameux velours de soie en relief (nommés soprarizzo) tissés à la main. Selon la légende, les premiers tisserands zoagliesi seraient des vétérans de la première croisade.
La notoriété du velluto di Genova est due à son éclat satiné et à son incomparable douceur, et dès le début du XVIIe siècle, il habille une partie de l'aristocratie européenne de l'époque, comme en témoignent les peintures de Van Dyck  ou de Rubens. Dans le royaume de France, ses velours noirs sont les plus estimés comme étant des plus moelleux et du plus beau noir et coûtent cinq livres le palme. En 1747, en Touraine, l'importation, ainsi que celle du damas, devient si importante et coûteuse aux caisses du royaume qu'il y était décidé d'introduire sa fabrication en faisant venir des maîtres-ouvriers des rivières de Gênes. 
De texture plus épaisse, il prend une place prédominante dans l'ameublement des palais aristocratiques où il est utilisé principalement comme paravents, écrans de cheminée, revêtements muraux. Le musée du Louvre  conserve une étoffe de lit d'origine dite « lit d'Effiat » composée d'un velours de soie de Gênes ciselé à motif d'ananas alternant avec des applications de soie brodées d'argent.

## Méthode de fabrication
Pour obtenir des tissus façonnés il faut un métier à la tire, avant l'invention de la mécanique dite Jacquard, soit une mécanique dite jacquard, correctement en marche vers 1815-1820. Le début de la mécanique dite Jacquard est pénible avec peu de crochets (110/220/400) permettant la confection de petits motifs. Aujourd'hui les Jacquard électroniques permettent l'installation de plus de 8000 crochets.
Au XVIIIe siècle les métiers armurés à cadres et à lames comportent 40, 42 cadres et un grand nombre de pédales avant l'utilisation du métier à la tire. 
Pour obtenir ces motifs dans le tissu il faut des armures (liages) différentes, toile sergé, satin, armures dérivées, armures fantaisies, flottées de chaîne, de trame, etc. Le sergé de base est le sergé 2/2, car le plus ancien. Les autres sont des dérivés.  Ce sergé est également connu sous le nom de « croisé et casimir » dans le Nord de la France. Ce mot est probablement un dérivé du mot cachemire tissé en sergé 2/2.